# Dorn (Werkzeug)

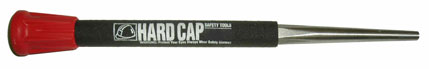
Dorn zum Weiten von Löchern

Ein Schneider mit seinem Werkzeug: Schere, Nadel, Garn und Dorn für die Bearbeitung von Pelzen (spätmittelalterliche Federzeichnung)

Der als Werkzeug verwendete Dorn ist ein sich zur Spitze hin verjüngender Stift, der meist zum Herstellen oder Erweitern von Löchern benutzt wird. 
Mit der Hand geführte Dorne besitzen in der Regel einen Griff, während Dorne ohne Griff mit dem Hammer geschlagen werden. 
Ein ähnliches stabförmiges Werkzeug, dass sich jedoch nicht zu einer Spitze verjüngt, wird als Durchtreiber bezeichnet und dient dazu, Bolzen oder ähnliches durch eine Bohrung zu schlagen.
Ein einfacher Körner hat ebenfalls eine ähnliche Form wie ein Dorn, besitzt jedoch eine zusätzliche stumpfe Spitze, mit der sich auch in hartem Stahl (kleine) Vertiefungen einschlagen lassen. 
Die im Schuhmacher- und dem Schneiderhandwerk zum Herstellen von Löchern verwendeten Ahle ist etwas feiner als ein Dorn und im Gegensatz zu diesem zur Spitze hin häufig abgeflacht und leicht gebogen.

## Einsatz in Technik und Industrie
Dorne dienen auch zum Kalibrieren von Rohr-Enden oder Bohrungen in verformbaren Werkstücken, die dazu auf den (konisch zugespitzten oder abgerundeten) Dorn geschoben werden. 
An Werkzeugmaschinen werden Dorne in die Richtplatte eingesetzt, um aufgelegte Werkstücke zu verspannen. 
Als Spanndorn dienen sie als Aufnahme für Werkzeuge oder Werkstücke, welche z. B. mit Elektrowerkzeugen oder Werkzeugmaschinen in eine Drehbewegung versetzt werden sollen.